# سيرجي ميهايلوف
سيرجي ميهايلوف (مواليد 5 مارس 1976) هو ملاكم أوزباكستاني، مثّل بلاده في الألعاب الأولمبية الصيفية 2000.

## روابط خارجية
سيرجي ميهايلوف على موقع أوليمبيديا (الإنجليزية)